# Indische Musik

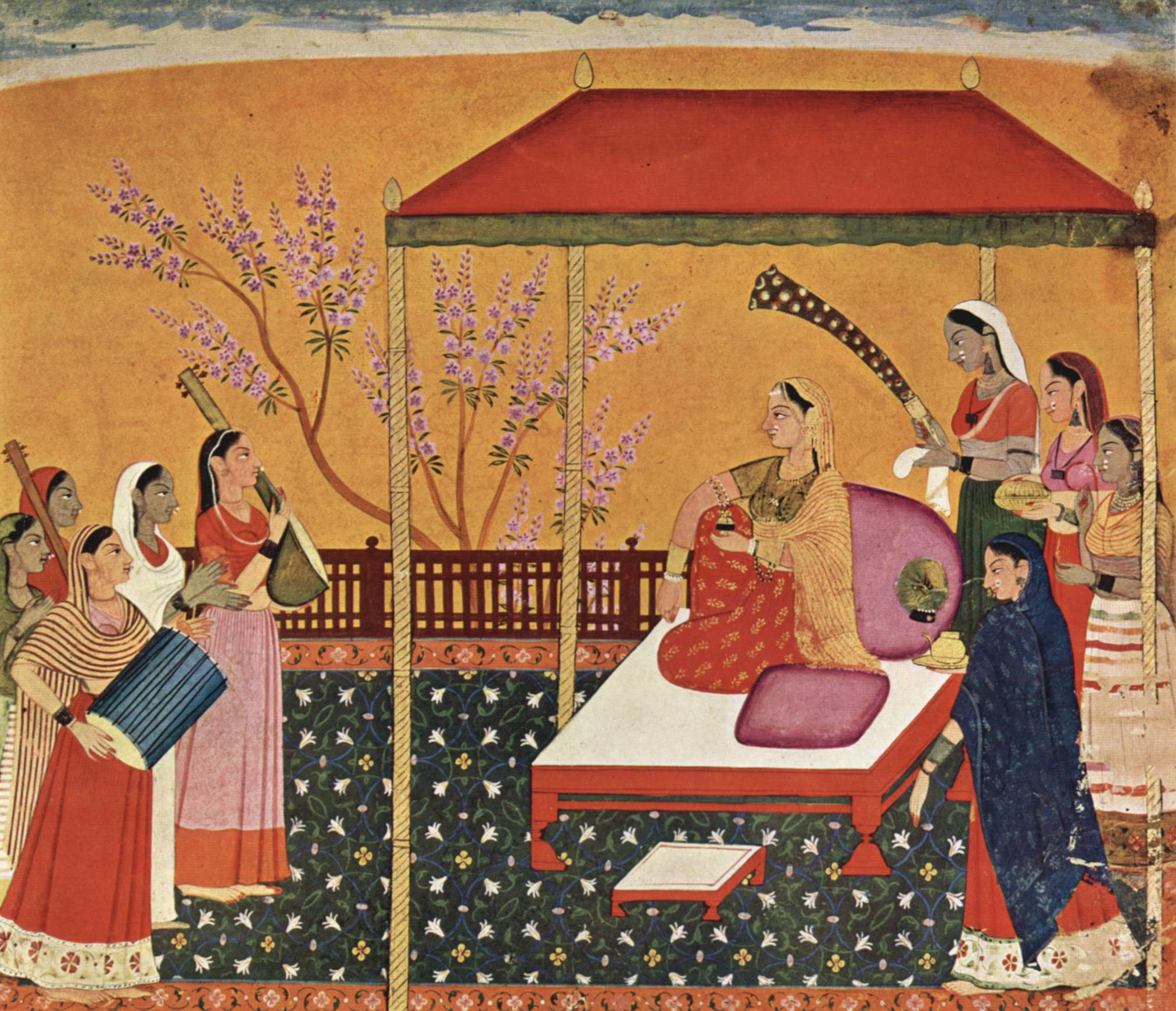
„Eine Dame lauscht der Musik“ (Punjab, ca. 1750)

Die Indische Musik beschreibt die Gesamtheit der in Südasien gehörten Musikstile. Diese lassen sich grob einteilen in:
- Klassische Musik: Kultivierter Musikstil, der im Westen besonders bekannt geworden ist und in Indien etwa den gleichen Stellenwert hat wie westliche Klassik in Europa.
- Volksmusik: Regional sehr unterschiedliche Lieder, die meist religiösen Ursprungs sind und vor allem bei Festen und in den Tempeln gesungen und gespielt werden.
- Popmusik: alltägliche Hits, die größtenteils aus neuen und alten Kinofilmen à la Bollywood stammen und oft auch Elemente klassischer und volkstümlicher Musik enthalten.

## Klassische indische Musik
Die klassische indische Musik unterscheidet zwischen zwei Richtungen:
- Südindische klassische Musik (Karnatische Musik): ursprünglicherer, älterer Stil mit vielen melodischen und rhythmischen Variationen, eher durchkomponierte Arrangements.
- Nordindische klassische Musik (Hindustanische Musik): stark vom persischen Kulturraum beeinflusste Musik, die nicht nur in Indien, sondern auch in Nepal, Pakistan und Bangladesch praktiziert wird. Hauptsächlich instrumental, mit einer spezifischen Ornamentik (Verzierungen) und wesentlich mehr Improvisation. Eine Darbietung mit nordindischer klassischer Musik wird auch als Mehfil bezeichnet.

Die klassische indische Musik ist modal und duldet im Grundsatz nur ein Melodieinstrument. Innerhalb eines von strengen überlieferten Regeln gesetzten Rahmens bietet sich ein breiter Raum für Interpretation. Im Solospiel arbeitet der Musiker einen musikalischen Gedanken auf dieser Grundlage aus und entwickelt diesen im zeitlichen Verlauf des Stückes aus dem Wechselverhältnis von Freiheit und Disziplin. Einen Dialog gibt es nur zwischen dem Melodie- und dem Rhythmusinstrument. Die Struktur der Melodie ist der Raga, dessen Skala jeweils aufsteigend und absteigend festgelegt ist. Er drückt eine bestimmte emotionale Stimmung (rasa) aus, die in Ragamalas bildlich umgesetzt wurde. Dementsprechend wird jedem Raga eine bestimmte Tageszeit oder Jahreszeit zugeordnet.
Schlaginstrumente in Nordindien sind die tabla, das führende Perkussionsinstrument in der populären und klassischen Musik, oder die pakhawaj. Ähnliche Instrumente finden sich in Südindien, wie die mridangam oder der ghatam (Tonklangkörper). Sie stehen gleichberechtigt neben dem Hauptinstrument und dürfen nicht als rhythmische Begleitung verstanden werden. Die Rhythmik der indischen Klassik ist der Melodieführung nicht untergeordnet, vielmehr gestaltet ein Perkussionist in dem System von rhythmischen Zirkeln (s.g. Talas) – in einem wechselseitigen Dialog – das Improvisationsspiel aktiv mit.
Die klassische indische Musik besteht aus einem Hauptinstrument oder der Vokalstimme, ein bis zwei Perkussionisten und als klanglicher Hintergrund zum Hauptinstrument aus Borduntönen, die von einer Tanpura oder einem Harmonium hervorgebracht werden. Das Duettspiel (Jugalbandi) hat sich in Indien in den letzten Jahren weit verbreitet und erfreut sich einer zunehmenden Beliebtheit.
So erlaubt eine Reihe von allgemeingültigen, sehr komplexen, über Jahrhunderte entwickelten Regeln Musikern, die einander vorher noch nie gesehen haben, ein Konzert miteinander zu bestreiten: 80 bis 90 % eines Konzerts sind frei improvisiert und orientieren sich an diesen Grundprinzipien; seine wesentlichen Säulen sind Ragaskalen und als rhythmisch-metrische Grundstruktur die Talas.
Zu den Gesangsstilen der leichten klassischen Musik gehören in Nordindien unter anderem Dhamar, Tarana, Thumri, Tappa, Kirtana und Sadra, in Maharashtra die Gesangsstile Lavani und Natya Sangit sowie in Südindien Geetham und Javali.

## Indische Volksmusik
Die Vielzahl regionaler Volksmusikstile unterscheiden sich erheblich untereinander und sind häufig musikalisch weit von den klassischen Traditionen entfernt. In manchen Regionen, etwa in der Musik von Rajasthan prägen professionelle Ensembles, die zu bestimmten Musikerkasten gehören, die Musikszene. Musikgruppen spielen religiöse Lieder an den Tempeln, treten zu großen Jahresfesten und zu privaten Familienfeiern auf.
Die dhol, eine zweifellige Röhrentrommel, die besonders in den ländlichen Gebieten Nordindiens verwendet wird, ist durch Musikgruppen wie The Dhol Blasters auch international bekannt geworden.

## Shrutis (mikrotonale Struktur)
Die Aufteilung des Tonumfangs einer Oktave in der indischen Klassik unterscheidet sich deutlich von der in der westlichen Musikkultur in Ganztöne/Halbtöne mit sieben Hauptnoten (C, D, E, F, G, A, H, C) strukturierten Aufteilung. Der gleiche Tonumfang wird in Shrutis, ein System von 22 Mikrotönen, unterteilt.
Die Stufen der westlichen Oktave werden in der indischen Musik durch die sogenannten Sargam Syllables (Sa, Re, Ga, Ma, Pa, Dha, Ni, Sa') abgebildet. Hier hat man sich mit sieben Tonstufen (Sa – Sa') – aus der geschichtlichen Entwicklung durch die englische Besatzung bis zur Unabhängigkeit Indiens im Jahr 1947 – an das westliche Notationssystem angenähert. Die Silbe Sa wird generell als Ausgangsstufe für die Entwicklung der Ragaskalen verwendet, unabhängig von der tatsächlichen Tonhöhe. So kann Sa für eine bestimmte Ragainterpretation auf der Tonhöhe von C liegen, für andere Ragaskalen wird Es usw. als Ausgangslage verwendet.

## Musikinstrumente
Indische Musik ist ursprünglich Vokalmusik. Im Laufe der Zeit wurden verschiedene Instrumente entwickelt, die teilweise versuchen, den Klang der menschlichen Stimme zu imitieren. Viele der unzähligen Instrumente sind nur in bestimmten Regionen bekannt, andere sind in ganz Indien und teilweise sogar im orientalischen Raum verbreitet. Nach der aus altindischer Zeit stammenden Klassifikation der Musikinstrumente gibt es die vier Gruppen: Saiteninstrumente, Membranophone, Idiophone und Blasinstrumente.

### Saiteninstrumente
In Indien werden Saiteninstrumente (tala vadya) in drei Untergruppen eingeteilt: solche, die einen Bordunton hervorbringen oder der rhythmischen Begleitung dienen; mehrsaitige Instrumente (Zithern), mit denen die Melodie oder Töne des Raga gespielt werden, wobei jede Saite nur einen Ton erzeugt; und ein- oder mehrsaitige Instrumente, bei denen eine Melodie auf einer Saite gespielt werden kann. Saiteninstrumente, deren Saiten gezupft oder angeschlagen werden, sind:
- Bin-baja, seltene und einzige indische Bogenharfe, die nur im Gebiet von Mandla in Zentralindien vorkommt
- Chigring, mit Stöckchen geschlagene Bambusröhrenzither in Meghalaya
- Dhankul, ein Musikbogen, mit dem Adivasi-Frauen im zentralindischen Distrikt Bastar epische Lieder begleiten. Zugleich ein Schrapinstrument
- Die ektara ist eine ein- bis zweisaitige Langhalslaute zur Liedbegleitung in der nordindischen Volksmusik.
- Gintang, mit Stöckchen geschlagene Bambusröhrenzither in Assam
- Gottuvadyam, waagrecht gespielte Variante der vina in Südindien
- Jantar, eine Stabzither mit zwei Kalebassen in der Mogulzeit und in der heutigen Volksmusik von Rajasthan
- Kinnari vina, eine historische Stabzither mit Bünden und mit zwei bis drei Kalebassen, heute vereinzelt in der südindischen Volksmusik gespielt
- Nanduni, eine zweisaitige Zupflaute zur Liedbegleitung bei Ritualen an Dorfschreinen und Familientempeln.
- Santur, ursprünglich aus Persien stammendes Hackbrett, das mit zwei Klöppeln geschlagen wird.
- Sarod, eine gezupfte Laute, die auf die afghanische rubab zurückgeht. In Indien sehr beliebtes Saiteninstrument, dessen Wurzeln im orientalischen Raum liegen. Der Korpus ist mit einem Fell bespannt, weshalb der Klang ein wenig an ein Banjo erinnert. Der Hals ist aus Metall und hat keine Bünde; die Tonhöhe bestimmt der Musiker durch Druck oder Gleiten mit dem Fingernagel.
- Sitar, eine gezupfte Langhalslaute. Das im Westen wohl bekannteste nordindische Instrument mit einer Vielzahl von Saiten, von denen aber hauptsächlich eine dazu dient, um die Ragaskalen (im Improvisationsspiel) auszuarbeiten. Der Begriff Melodie würde in der Anlage der klassisch indischen Musik als modales System in die Irre führen. Die anderen Saiten sind teilweise Resonanzsaiten, die selbstständig mitschwingen, oder Saiten, die zum Erzeugen einer rhythmischen Grundstruktur gedacht sind. Die Bünde sind frei verschiebbar, um die gewünschten Töne erzielen zu können; viele Töne werden jedoch durch „Ziehen“ der Saite erzeugt.
- Swarabat, eine historische südindische Langhalslaute mit einem tiefen Holzkorpus, einer Hautdecke und sechs Saiten, die Anfang des 20. Jahrhunderts verschwand
- Die swarmandal (surmandal) entsprach in der Mogulzeit in Form und Spielweise vermutlich der aus der arabisch-persischen Musikkultur übernommenen Kastenzither kanun. Heute wird die swarmandal weder als Melodie- noch als Borduninstrument verwendet, sondern lediglich von manchen Sängern der leichten klassischen Musik in Nordindien nebenbei gezupft.
- Die tanpura ist eine einfache Langhalslaute, die in fast jedem Konzert eingesetzt wird, um als Borduninstrument konstant den Grundton sowie dessen Quinte und Oktave zu erzeugen. Heute teilweise durch elektronische Instrumente (shrutibox) ersetzt. Verwandte Bordun- und Rhythmusinstrumente in der religiösen Volksmusik sind die tandura in Rajasthan, die tanburo in der pakistanischen Provinz Sindh und die damburag in der pakistanischen Provinz Belutschistan.
- Tuila, seltene, nur in ländlichen Regionen in Odisha gespielte Stabzither, mit der die altindische Form einer vina erhalten geblieben ist.
- Urni, einsaitige Spießgeige mit einem Kokosnussresonator in Darjeeling und im östlichen nepalesischen Tiefland
- Villadi vadyam, ein großer Musikbogen, der in den südindischen Bundesstaaten Tamil Nadu und Kerala gesungene Volkserzählungen begleitet
- Vina, ursprünglich der allgemeine Begriff für Saiteninstrumente, heute für eine Gruppe von Langhalslauten und Stabzithern. Hierzu gehören die nordindische Stabzither Rudra vina und die südindische Langhalslaute Saraswati vina
- Yalambar, gezupfte Bambusröhrenzither in Nordostindien, Ostnepal und angrenzenden Regionen
- Yazh, heute verschwundene Bogenharfe, im 1. Jahrtausend das führende Saiteninstrument in Südindien

Mit dem Bogen gestrichene Saiteninstrumente:
- Die dreisaitige Fiedel bana dient zur Begleitung epischer Lieder in Madhya Pradesh.
- Die beiden Langhalslauten dilruba und esraj werden im Westen bzw. Osten zur Liedbegleitung in der nordindischen Volksmusik verwendet. Sie sind zu unterschiedlichen Zeiten entstandene Abkömmlinge der mayuri vina, deren Korpus in einem Pfauenkopf endet.
- Die kamaica der Manganiyar, einer Musikerkaste in Rajasthan, ist eine Schalenhalslaute mit kreisrundem Korpus, die zur Begleitung eines erzählenden und devotionalen Gesangsstils dient.
- Die pena ist eine einsaitige Streichlaute in Manipur.
- Die pulluvan vina ist eine einsaitige Streichlaute zur Begleitung von Ritualgesängen in Kerala.
- Die in Rajasthan und Gujarat gespielte Spießgeige ravanahattha gilt als ältestes indisches Streichinstrument.
- Die sarangi ist das verbreitetste Streichinstrument in Nordindien in der populären und klassischen Musik. Ihr Korpus ist mit Pergament bespannt.
- Sarinda: nur in der Volksmusik Nordindiens gebräuchliches Streichinstrument in regional unterschiedlichen Varianten, in Rajasthan surinda, im Sindh surando. Mit ihrem zweigeteilten ankerförmigen Korpus sind die sarindas mit der zentralasiatischen ghichak verwandt. Eine regionale Sonderform in Ostindien ist die dhodro banam.
- Die europäische Violine ist vor allem im Süden gebräuchlich. Die Haltung der Violine weicht von der westlichen Spielhaltung ab (senkrecht, mit dem Kopf nach unten).

### Blasinstrumente
Blasinstrumente (sushira vadya) sind die zweite der vier Instrumentengruppen. In der klassischen indischen Musik werden nur Querflöten und Doppelrohrblattinstrumente verwendet, die übrigen Blasinstrumente gehören zu regionalen Volksmusikstilen oder zu religiösen Musikstilen.
- Im Nordwesten Indiens kommt in der Volksmusik die Doppellängsflöte alghoza mit einem Rohr für die Melodie und einem Bordunrohr vor.
- Bansuri: Nordindische Querflöte aus einem Bambusrohr ohne besonderes Mundstück, wobei der Klang durch Blasen über ein einfaches Loch entsteht. Eine kürzere Bambusquerflöte in der nordindischen Volksmusik wird banshi oder bansi genannt. Das südindische Gegenstück zur Bansuri ist die venu.
- Bhankora, seltene, lange gerade Naturtrompete aus Kupfer in der Region Garhwal im Bundesstaat Uttarakhand
- Die Doppel-Schnabelflöte doneli in der pakistanischen Provinz Belutschistan ähnelt der alghoza.
- Karna, konische gerade Naturtrompete aus Metall, die meist nur einen Ton produziert
- Kombu: S-förmig oder halbrund gebogene Naturtrompete aus Metall
- Kuzhal, eine kleine Kegeloboe der Tempelmusik in Kerala
- Mashak: seltene indische Sackpfeife mit Einfachrohrblättern
- Mohori, älteste Bezeichnung für Doppelrohrblattinstrumente in Indien, heute mehrere Varianten aus Holz und Bambus in Zentral- und Ostindien
- Mukhavina ist die allgemeine Bezeichnung für indische Doppelrohrblattinstrumente, im Besonderen eine kleine Kegeloboe in Tamil Nadu
- Nadaswaram, ein konisches Doppelrohrblattinstrument (Kegeloboe) in der südindischen Tempelmusik, größer als die shehnai
- Narh, eine Längsflöte aus Pflanzenrohr in Rajasthan und im Süden Pakistans
- Ottu, eine der nadaswaram entsprechende und zu deren Bordunbegleitung gespielte Kegeloboe ohne Grifflöcher
- Pepa, ein Einfachrohrblattinstrument mit einem Schallbecher aus Büffelhorn in Assam
- Pungi, ein Einfachrohrblattinstrument mit Windkapsel, als Borduninstrument in der ländlichen Volksmusik und von Schlangenbeschwörern gespielt
- Shehnai, ein nordindisches Doppelrohrblattinstrument mit scharfem Klang in der klassischen und volkstümlichen Musik
- Nur selten wird in Maharashtra eine ungewöhnliche Doppelflöte, die in der Mitte angeblasene Querflöte surpava gespielt.
- Tangmuri, ein Doppelrohrblattinstrument mit einem konischen Schallbecher im nordostindischen Bundesstaat Meghalaya
- Tirucinnam, seltene gerade Messingtrompete in Tamil Nadu, die als einzige Trompete von einem Musiker paarweise gespielt wird.

### Membranophone
Schlaginstrumente werden in Membranophone oder Trommeln (avanaddha vadya) und Idiophone (ghana vadya) unterteilt.

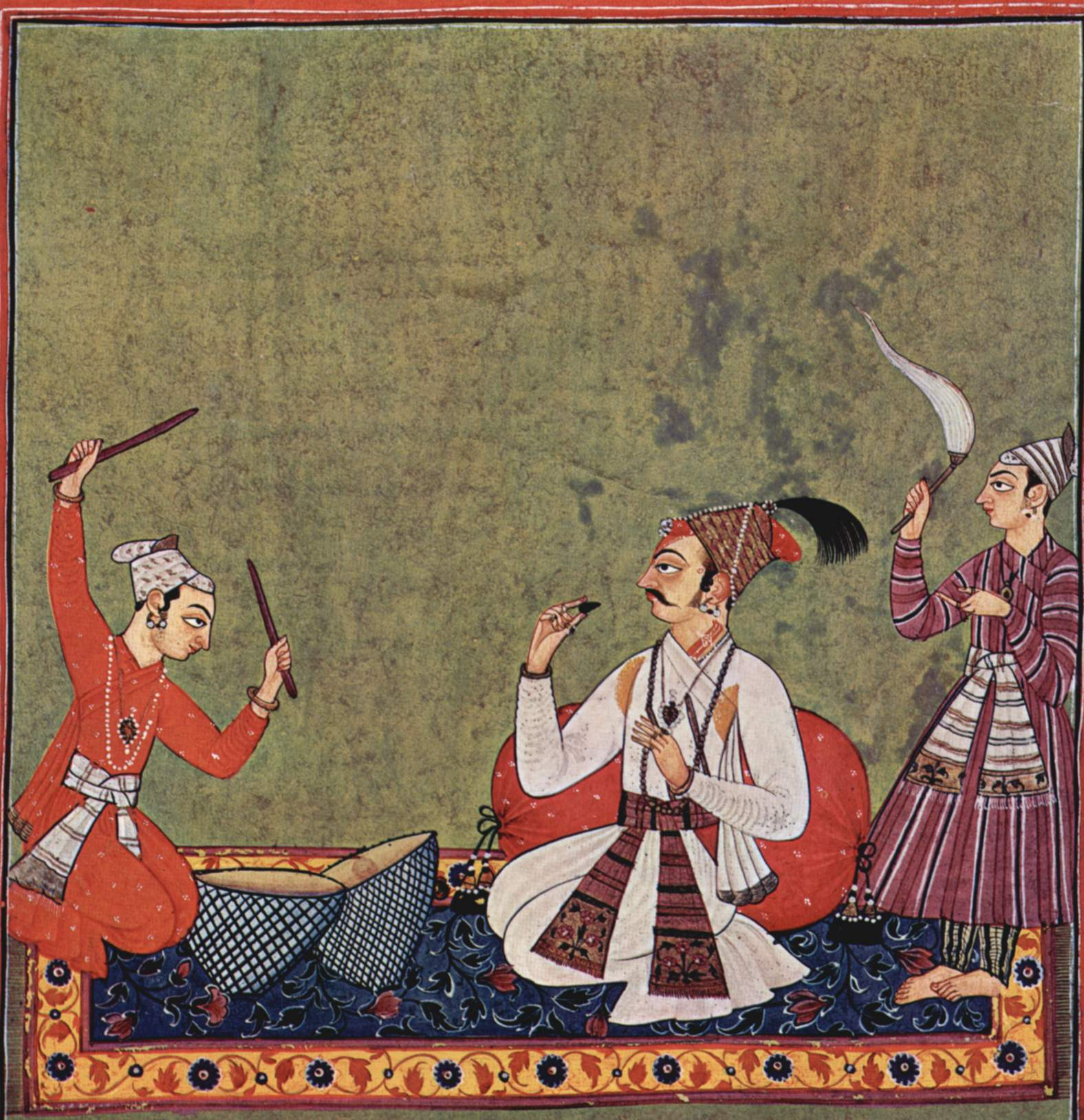
„Hügelanführer“ und Spieler der Doppeltrommel Nagara. (Punjab, ca. 1720)

- Chande: zweifellige Röhrentrommel in der Volksmusik Karnatakas, besonders beim Tanzdrama Yakshagana. Mit ihr verwandt ist die Chenda in Kerala.
- Dama, zweifellige Röhrentrommel der Garo in Nordostindien.
- Damaru: kleine Sanduhrtrommel in der religiösen Musik
- Daunr: kleine Sanduhrtrommel in der Region Garhwal in der Provinz Uttarakhand am Südrand des Himalaya
- Damau, flache Kesseltrommel in derselben Region
- Dhamsa: größte Kesseltrommel mit einem Korpus aus Eisenblech bei Volkstänzen in Ostindien, besonders beim Tanztheater Chhau
- Dhanki: paarweise gespielte Kesseltrommel mit Holzkorpus in Südindien
- Dhimay: zweifellige Fasstrommel in der Prozessionsmusik im Kathmandutal in Nepal
- Dhol: zweifellige Fasstrommel in der nordindischen Volksmusik, besonders in der Bhangra-Musik
- Dholak oder dholki: Kleinere Formen der dhol. Beim Spielen wird oft zusätzlich mit einem Metallring am rechten Daumen auf den Korpus geklopft.
- Dhyangro: zweifellige Stieltrommel, die in Ostnepal von Schamanen zur Geistheilung und Wahrsagung verwendet wird
- Duggi: kleine, häufig paarweise gespielte Kesseltrommel in der nordindischen Volksmusik
- Dundubhi: ab Ende des 2. Jahrtausends v. Chr. in den vedischen Schriften erwähnter Name für eine Trommel mit einem hölzernen Korpus, die als Ritual- und Kriegstrommel verwendet wurde
- Ektara, nicht zu verwechseln mit dem Lauteninstrument, heißt die hauptsächlich von den Bauls in Bengalen und Orissa gespielte Zupftrommel.
- Hurka, kleine Sanduhrtrommel in Uttarakhand, ähnlich wie die daunr verwendet
- Idakka: Sanduhrtrommel in der südindischen Tempel- und Prozessionsmusik, besonders in Kerala
- Kanjira: einfache südindische Rahmentrommel, die nur mit der rechten Hand geschlagen wird und dennoch eine bemerkenswerte Klangvielfalt bietet.
- Khol: zweifellige Doppelkonustrommel aus Ton in Ostindien, besonders in Bengalen
- Maddale: Doppelkonustrommel in der Volksmusik Karnatakas
- Mridangam: In der südindischen Musik verbreitete Trommel. Ähnelt der Pakhawaj, unterscheidet sich aber in Klang und Spielweise.
- Pakhawaj: Klassische nordindische Doppelfelltrommel mit einem nahezu zylindrischen Holzkorpus, der an beiden Enden mit kompliziert aufgebauten Fellen bespannt ist.
- Pambai, zwei miteinander verbundene Röhrentrommeln in Südindien.
- Parai, einfellige Rahmentrommel in Südindien
- Pashchima: der Pakhawaj ähnliche Doppelkonustrommel bei Festen und Tanzdramen im Kathmandutal.
- Pung: schlanke Doppelkonustrommel in Manipur.
- Tabla: ein Kesseltrommelpaar. Die bauchige Basstrommel besteht meist aus Metall, die kleinere – melodiösere – aus Holz. Die Tabla gehört zwar zur nordindischen Klassik, ist wegen ihres Klangs aber bei jeder Art von Musik und bei jeder Gelegenheit beliebt.
- Tasha, flache Kesseltrommel mit einem Korpus aus Ton oder Metall, die vorwiegend in der zeremoniellen Musik eingesetzt wird.
- Timila, hölzerne Sanduhrtrommel in Kerala

### Idiophone
- Bartal: größtes indisches Paarbecken in Assam
- Chimta: gabelförmiges Perkussionsinstrument im Nordwesten Indiens, eine Art Grillzange mit seitlich befestigten Zimbeln
- Dhantal: in Nordindien sehr seltene, aber in den indischen Gemeinden in der Karibik verbreitete Eisenstange, die seitlich mit einem U-förmig gebogenen Eisen angeschlagen wird
- Elathalam: kleines Paarbecken in Kerala
- Ghatam: Tontopf in Südindien, der erstaunliche Klänge hervorbringen kann
- Kartal: hölzerne Klapper in Nordindien
- Jaltarang: Melodieinstrument aus mit Wasser gefüllten Porzellanschüsseln
- Morsing: Bügelmaultrommel aus Metall
- Srimandal: seltenes Schlagplattenspiel aus senkrecht in einem Gestell festgebundenen runden Metallplatten
- Thali: regional in der Volksmusik mit Stöckchen geschlagener Metallteller
- Toka: gabelförmige Bambusklapper in Assam

### Tasteninstrumente
- Harmonium: Im 19. Jahrhundert aus Europa eingeführtes Tasteninstrument mit Durchschlagzungen. Das indische Harmonium umfasst gut drei Oktaven und ist kleiner als die europäische Version. An der Hinterwand ist ein Blasebalg befestigt, der ständig mit der linken Hand betrieben wird, während die Rechte die Melodielinien, gelegentlich auch Akkorde spielt. Der Einsatz erfolgt hauptsächlich in der volkstümlichen und devotionalen Musik. Das europäische Klavier konnte sich in Indien nicht durchsetzen.
- Bulbultarang: In den 1920er Jahren zunächst in Mumbai eingeführte Brettzither, deren Melodiesaiten über eine Tastenreihe verkürzt werden. Die bulbultarang wird zusammen mit dem Harmonium oder an dessen Stelle im Nordwesten Indiens bis in die pakistanische Provinz Belutschistan in der populären Volksmusik und in der devotionalen Musik verwendet.